# Per Wiktor Lindahl
Per Wiktor Lindahl, P.W. Lindahl, född 18 februari 1884 i Hedemora, död 25 september 1969 i Korsholm, var en svensk-finländsk frikyrkopastor. 
Lindahl kom 1905 till Finland som löjtnant i Frälsningsarmén och arbetade från följande år inom Fria missionsförbundet. Inom detta förbund verkade han som bland annat väckelsetalare, ungdomsledare och församlingsföreståndare och slutligen var missionsföreståndare 1935–1951. Han var även aktiv inom den kristliga nykterhetsrörelsen och framträdde som andlig författare med sånger, dikter och berättelser.